# Listă de filme britanice din 1964
Aceasta este o listă de filme britanice din 1964:

## Lista
| Titlu                         | Regizor                         | Distribuție                                                | Gen                | Note                                                                             |
| ----------------------------- | ------------------------------- | ---------------------------------------------------------- | ------------------ | -------------------------------------------------------------------------------- |
| 633 Squadron                  | Walter Grauman                  | Cliff Robertson, George Chakiris                           | World War II drama |                                                                                  |
| The 7th Dawn                  | Lewis Gilbert                   | William Holden, Susannah York                              | Adventure          |                                                                                  |
| The Bargee                    | Duncan Wood                     | Harry H. Corbett, Hugh Griffith, Eric Sykes, Ronnie Barker | Comedy             |                                                                                  |
| The Beauty Jungle             | Val Guest                       | Ian Hendry, Janette Scott                                  | Comedy/drama       |                                                                                  |
| Becket                        | Peter Glenville                 | Richard Burton, Peter O'Toole, John Gielgud                | Drama              |                                                                                  |
| The Black Torment             | Robert Hartford-Davis           | John Turner, Heather Sears                                 | Horror             |                                                                                  |
| Carry On Cleo                 | Gerald Thomas                   | Sid James, Kenneth Williams                                | Comedy             |                                                                                  |
| Carry On Spying               | Gerald Thomas                   | Kenneth Williams, Barbara Windsor                          | Comedy             |                                                                                  |
| The Chalk Garden              | Ronald Neame                    | John Mills, Deborah Kerr, Hayley Mills                     | Drama              |                                                                                  |
| Coast of Skeletons            | Robert Lynn                     | Richard Todd, Dale Robertson                               | Adventure          | British-German co-production                                                     |
| The Comedy Man                | Alvin Rakoff                    | Kenneth More, Cecil Parker, Dennis Price                   | Drama              |                                                                                  |
| Crooks in Cloisters           | Jeremy Summers                  | Ronald Fraser, Barbara Windsor                             | Comedy             |                                                                                  |
| The Curse of the Mummy's Tomb | Michael Carreras                | Terence Morgan, Ronald Howard                              | Horror             |                                                                                  |
| Daylight Robbery              | Michael Truman                  | Kirk Martin, Darryl Read,Trudy Moors, Janet Hannington     | Crime              | [ 2 ]                                                                            |
| Delayed Flight                | Michael Luckwell, Anthony Young | Helen Cherry, Hugh McDermott                               | Thriller           | [ 3 ]                                                                            |
| Devil Doll                    | Lindsay Shonteff                | Bryant Haliday, William Sylvester                          | Horror             |                                                                                  |
| The Devil-Ship Pirates        | Don Sharp                       | Christopher Lee, Barry Warren                              | Adventure          |                                                                                  |
| Do You Know This Voice?       | Frank Nesbitt                   | Dan Duryea, Isa Miranda                                    | Crime              | [ 4 ]                                                                            |
| Dr. Strangelove               | Stanley Kubrick                 | Peter Sellers, George C. Scott, Sterling Hayden            | Black comedy       |                                                                                  |
| The Earth Dies Screaming      | Terence Fisher                  | Willard Parker, Virginia Field, Dennis Price               | Sci-fi             |                                                                                  |
| East of Sudan                 | Nathan Juran                    | Anthony Quayle, Sylvia Syms                                | Adventure          |                                                                                  |
| The Evil of Frankenstein      | Freddie Francis                 | Peter Cushing, Sandor Eles                                 | Horror             |                                                                                  |
| The Eyes of Annie Jones       | Reginald Le Borg                | Richard Conte, Francesca Annis                             | Mystery            |                                                                                  |
| Father Came Too!              | Peter Graham Scott              | James Robertson Justice, Stanley Baxter                    | Comedy             |                                                                                  |
| First Men in the Moon         | Nathan H. Juran                 | Lionel Jeffries, Edward Judd                               | Sci-fi/fantasy     |                                                                                  |
| Five Have a Mystery to Solve  | Ernest Morris                   | David Palmer, Darryl Read                                  | Family             |                                                                                  |
| French Dressing               | Ken Russell                     | James Booth, Marisa Mell                                   | Comedy             |                                                                                  |
| Frozen Alive                  | Bernard Knowles                 | Mark Stevens, Marianne Koch                                | Sci-fi             | [ 5 ]                                                                            |
| Girl with Green Eyes          | Desmond Davis                   | Peter Finch, Rita Tushingham                               | Drama              |                                                                                  |
| Goldfinger                    | Guy Hamilton                    | Sean Connery, Honor Blackman, Gert Fröbe                   | Spy/action         | Number 70 in the list of BFI Top 100 British films                               |
| The Gorgon                    | Terence Fisher                  | Peter Cushing, Christopher Lee                             | Horror             |                                                                                  |
| Guns at Batasi                | John Guillermin                 | Richard Attenborough, Jack Hawkins                         | Drama              |                                                                                  |
| A Hard Day's Night            | Richard Lester                  | The Beatles                                                | Musical/comedy     | Number 88 in the list of BFI Top 100 British films                               |
| Hide and Seek                 | Cy Endfield                     | Ian Carmichael, Curd Jürgens                               | Action             |                                                                                  |
| The High Bright Sun           | Ralph Thomas                    | Dirk Bogarde, George Chakiris, Susan Strasberg             | Thriller           |                                                                                  |
| A Home of Your Own            | Jay Lewis                       | Ronnie Barker, George Benson                               | Comedy             |                                                                                  |
| Hot Enough for June           | Ralph Thomas                    | Dirk Bogarde, Robert Morley                                | Comedy             |                                                                                  |
| A Jolly Bad Fellow            | Don Chaffey                     | Leo McKern, Janet Munro                                    | Comedy             |                                                                                  |
| King & Country                | Joseph Losey                    | Dirk Bogarde, Tom Courtenay                                | Drama              |                                                                                  |
| The Leather Boys              | Sidney J. Furie                 | Rita Tushingham, Dudley Sutton                             | Drama              |                                                                                  |
| The Long Ships                | Jack Cardiff                    | Richard Widmark, Sidney Poitier                            | Adventure          |                                                                                  |
| Man in the Middle             | Guy Hamilton                    | Robert Mitchum, France Nuyen                               | War                |                                                                                  |
| The Masque of the Red Death   | Roger Corman                    | Vincent Price, Hazel Court                                 | Horror             |                                                                                  |
| Master Spy                    | Montgomery Tully                | Stephen Murray, June Thorburn                              | Espionage          |                                                                                  |
| Mister Moses                  | Ronald Neame                    | Robert Mitchum, Carroll Baker                              | Comedy/adventure   |                                                                                  |
| Murder Ahoy!                  | George Pollock                  | Margaret Rutherford, Stringer Davis                        | Mystery            |                                                                                  |
| Murder Most Foul              | George Pollock                  | Margaret Rutherford, Stringer Davis                        | Mystery            |                                                                                  |
| Never Put It in Writing       | Andrew L. Stone                 | Pat Boone, Milo O'Shea, John Le Mesurier                   | Comedy             |                                                                                  |
| Night Must Fall               | Karel Reisz                     | Albert Finney, Susan Hampshire                             | Thriller           | Entered into the 14th Berlin International Film Festival                         |
| Night Train to Paris          | Robert Douglas                  | Leslie Nielsen, Aliza Gur                                  | Thriller           |                                                                                  |
| Nightmare                     | Freddie Francis                 | Moira Redmond, Jennie Linden                               | Thriller           |                                                                                  |
| Nothing But the Best          | Clive Donner                    | Alan Bates, Denholm Elliott, Harry Andrews                 | Comedy             |                                                                                  |
| Of Human Bondage              | Ken Hughes                      | Laurence Harvey, Kim Novak                                 | Drama              | Third screen adaptation of the Somerset Maugham novel                            |
| One Way Pendulum              | Peter Yates                     | Eric Sykes, George Cole                                    | Comedy             |                                                                                  |
| Psyche 59                     | Alexander Singer                | Curd Jürgens, Patricia Neal                                | Drama              | [ 6 ]                                                                            |
| The Pumpkin Eater             | Jack Clayton                    | Anne Bancroft, Peter Finch, James Mason                    | Drama              | Bancroft won the award for Best Actress at the 1964 Cannes Film Festival.        |
| Rattle of a Simple Man        | Muriel Box                      | Diane Cilento, Harry H. Corbett                            | Comedy             |                                                                                  |
| Ring of Spies                 | Robert Tronson                  | Bernard Lee, William Sylvester                             | Spy                |                                                                                  |
| Saturday Night Out            | Robert Hartford-Davis           | Heather Sears, Bernard Lee                                 | Comedy/drama       |                                                                                  |
| The Scarlet Blade             | John Gilling                    | Jack Hedley, Oliver Reed, Lionel Jeffries                  | Action             |                                                                                  |
| Séance on a Wet Afternoon     | Bryan Forbes                    | Kim Stanley, Richard Attenborough                          | Crime/drama        |                                                                                  |
| The Secret of Blood Island    | Quentin Lawrence                | Jack Hedley, Barbara Shelley                               | War                |                                                                                  |
| Smokescreen                   | Jim O'Connolly                  | Peter Vaughan, John Carson, Yvonne Romain                  | Crime/drama        |                                                                                  |
| The System                    | Michael Winner                  | Oliver Reed, Jane Merrow                                   | Drama              |                                                                                  |
| The Third Secret              | Charles Crichton                | Stephen Boyd, Jack Hawkins                                 | Drama              |                                                                                  |
| This Is My Street             | Sidney Hayers                   | Ian Hendry, June Ritchie                                   | Drama              |                                                                                  |
| The Three Lives of Thomasina  | Don Chaffey                     | Patrick McGoohan, Karen Dotrice                            | Family             | Co-production with the United States                                             |
| The Tomb of Ligeia            | Roger Corman                    | Vincent Price, Elizabeth Shepherd                          | Horror             |                                                                                  |
| Tomorrow at Ten               | Lance Comfort                   | John Gregson, Robert Shaw, Alec Clunes                     | Thriller           |                                                                                  |
| Traitor's Gate                | Freddie Francis                 | Albert Lieven, Gary Raymond                                | Crime              | Co-production with West Germany; also known as Das Verrätertor                   |
| Troubled Waters               | Stanley Goulder                 | Tab Hunter, Zena Walker                                    | Crime              |                                                                                  |
| Victim Five                   | Robert Lynn                     | Lex Barker, Ronald Fraser                                  | Action             |                                                                                  |
| We Shall See                  | Quentin Lawrence                | Maurice Kaufmann, Faith Brook                              | Drama              |                                                                                  |
| Witchcraft                    | Don Sharp                       | Lon Chaney, Jr., Jack Hedley                               | Horror             |                                                                                  |
| Woman of Straw                | Basil Dearden                   | Gina Lollobrigida, Sean Connery, Ralph Richardson          | Mystery            |                                                                                  |
| Wonderful Life                | Sidney J. Furie                 | Cliff Richard, Susan Hampshire                             | Musical            |                                                                                  |
| The Yellow Rolls-Royce        | Anthony Asquith                 | Rex Harrison, Jeanne Moreau, Alain Delon                   | Drama              | Film with three episodes, set in London, Naples and Yugoslavia                   |
| Zorba the Greek               | Michael Cacoyannis              | Anthony Quinn, Alan Bates                                  | Adventure          | Co-production with U.S. and Greece                                               |
| Zulu                          | Cy Endfield                     | Stanley Baker, Jack Hawkins, Michael Caine                 | Historical         | Primul film cu vedeta Michael Caine; locul 31 în lista BFI Top 100 British films |